# Weinek (kráter)

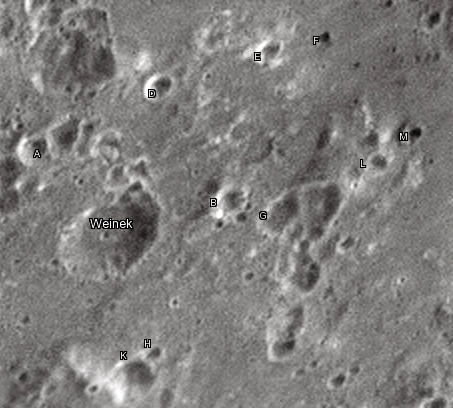
Kráter Weinek a okolí.

Weinek je kráter o průměru 32 km nacházející se v pevninské oblasti jižně od Mare Nectaris (Moře nektaru) na přivrácené straně Měsíce. Jeho severní okrajový val je poznamenán trojicí malých kráterů. Jeden z patrných menších kráterů se nachází i uvnitř na rovném dně, nedaleko od středu.
Západo-jihozápadně se nachází výrazný kráter Piccolomini, jihovýchodně pak kráter Neander.

## Název
Je pojmenován podle maďarsko-rakouského astronoma Ladislava Weineka, od roku 1883 ředitele hvězdárny v pražském Klementinu.

## Satelitní krátery
V okolí kráteru se nachází několik dalších kráterů. Ty byly označeny podle zavedených zvyklostí jménem hlavního kráteru a velkým písmenem abecedy.
| Weinek | Sel. šířka | Sel. délka | Průměr |
| ------ | ---------- | ---------- | ------ |
| A      | 26.9° J    | 35.5° V    | 10 km  |
| B      | 26.9° J    | 38.2° V    | 11 km  |
| D      | 26.0° J    | 36.6° V    | 9 km   |
| E      | 25.3° J    | 37.5° V    | 9 km   |
| F      | 25.1° J    | 38.2° V    | 4 km   |
| G      | 26.9° J    | 39.0° V    | 15 km  |
| H      | 28.6° J    | 38.5° V    | 6 km   |
| K      | 28.9° J    | 38.4° V    | 17 km  |
| L      | 26.1° J    | 39.7° V    | 9 km   |
| M      | 25.8° J    | 40.0° V    | 6 km   |